# Juan de Ibelín (fallecido después de 1250)
Juan de Ibelín (en francés: Jean d'Ibelin; murió después de 1250) fue un miembro de la Casa de Ibelín y un cruzado en el reino de Chipre.
Fue el hijo de Balduino de Ibelín, senescal de Chipre, y de Alicia de Betsán.
Se casó con Isabel du Rivet, hija de Aimerico du Rivet y Eschiva de Saint Omer. Tuvieron:
- Gutierre
- Balduino de Ibelín (muerto en 1313), señor de Korakou y Vitsada.